# In Lingua Mortua
In Lingua Mortua (ILM) (vertaling: in dode taal) is een Noorse muziekgroep onder leiding van Lars Fredrik Frøislie, opgericht in 1999 in Hønefoss. De muziek die de band brengt is een  mengeling van progressieve rock uit de jaren '70  en blackmetal/deathmetal. Frøislie bespeelt in de band allerlei jaren ‘70 analoge toetsinstrumenten zoals mellotron, Chamberlin, Minimoog, clavinet, hammondorgel en de Prophet-5. Regelmatig doet ILM een uitstapje naar meer jazzachtige klanken en klink dan als een overspannen Van der Graaf Generator. Frøislie schakelt van album tot album Noorse musici in, sommige bekender dan andere. Jacob Holm-Lupo is zijn mede partner-in-music in White Willow.
Andere leden komen uit Shining (Zweden), Shining (Noorwegen), Wobbler, Ásmegin, Xploding Plastix, Kvist, Urgehal en Keep of Kalessin.
Uitgaven worden gebracht door Termo Records, een platenlabel van Frøislie zelf. 

## Discografie
- 2007: Bellowing Sea - Racked by Tempest
- 2010: Salon des refusés